# Зграда Дринске дивизије у Ваљеву
Зграда Дринске дивизије у Ваљеву, у улици Војводе Мишића бр. 55 је подигнута за потребе војске почетком 20. века и та намена је задржана у континуитету до данас. Зграда представља непокретно културно добро као споменик културе од великог значаја.

## Изглед зграде
Зграда Дринске дивизије је основе у облику ћириличног слова "Ш" и постављена је на регулационој линији улице са великим парком у позадини и са северне стране. Састоји се из приземља и спратног дела, са идентичном расподелом зидних површина и отвора. Улична, једино декорисана фасада, изведена је у духу академизма, са неоренесансним елементима, у строгој и симетричној композицији. На централном ризалиту, наглашеном тимпаноном и атиком, постављен је улаз. На централном ризалиту, наглашеном тимпаноном и атиком, постављен је улаз. Бочни ризалити истакнути са по два прозорска отвора (по један у призмељу и на спрату ) уоквирена богатом малтерском пластиком и атиком у врху. Приземље је решено тако да је хоризонталним венцем одвојен висок камени сокл од већег дела зидне масе испресецаног хоризонталним канелурама. Други хоризонтални венац дели приземље од спратног дела, а трећим кровним венцем на коме су тавански вертикални отвори, наглашена је завршница уличне фасаде. Зграда је покривена сложеним вишеслојним кровом,. покривеним бибер - црепом. Уз северни део објекта постављена је зидана капија са металним вратима која воде у дворишни део зграде.
У Ваљеву је осим ове зграде постојао војни комплекс „Кадињача”, срушен 2018. године, у којем су били смештени Пети пешадијски пук краља Милана и 17. пешадијски пук Дринске дивизије.